# Yeshey Zimba
Yeshey Zimba (10 de outubro de 1952) foi um Primeiro Ministro do Reino do Butão, esteve no poder por duas vezes, a primeira de 20 de Julho de 2000 até 8 de Agosto de 2001. Foi seguido no cargo por Khandu Wangchuk, e a segunda de 20 de Agosto de 2004 até 4 de Setembro de 2005, tendo sido seguido no cargo por Sangay Ngedup.

## Vida
Ele completou o ensino médio na North Point School e obteve seu diploma de bacharel no St. Joseph's College, Darjeeling , uma afiliada da University of North Bengal. Yeshey mais tarde se formou com um mestrado em Economia pela University of Wisconsin – Madison.
Ele foi o diretor-gerente da Autoridade Monetária Real do Butão de 1983 a 1986, e o presidente de 1998 a 2002.  Ele foi Ministro das Finanças de agosto de 1998 a julho de 2003.
Ele foi Primeiro-Ministro (Presidente do Conselho de Ministros) do Butão duas vezes: a primeira de 2000 a 2001; depois, de 20 de agosto de 2004 a 5 de setembro de 2005. Durante este período, cada ministro se revezou na presidência por um ano.
Zimba serviu como Ministro do Comércio e Indústria até renunciar em meados de 2007 para participar das eleições gerais de março de 2008. Após a eleição, ele se tornou Ministro de Obras e Assentamentos Humanos em 11 de abril de 2008.